# Silvino Olivieri
Silvino Olivieri (Caramanico, Pescara, Abruzos, Italia, 24 de enero de 1828 - Colonia Nueva Roma, Buenos Aires, Argentina, 29 de septiembre de 1856) fue un guerrero mazziniano que, habiendo participado en las luchas liberales italianas de 1848/1849 contra la ocupación austríaca, debió exiliarse en la Argentina, donde comandó una legión italiana que fue condecorada por su heroico comportamiento durante el sitio de Buenos Aires por los ejércitos de la Confederación Argentina (1852/1853).
Luego de un desafortunado retorno a su patria, habiendo sido apresado y condenado por conspiración, debió exiliarse nuevamente en la Argentina, donde inició la aventura de comandar una legión militar para detener el avance de las belicosas tribus seminómadas pampeanas, a la par de fundar una colonia agrícola. Imprevistos incidentes unidos a una desfavorable coyuntura condujeron a su trágica muerte, debida al motín de un sector de sus propios legionarios (1856). El entonces Estado de Buenos Aires instrumentó un consejo de guerra de oficiales para identificar las causas y principales culpables de su asesinato, cuestión que produciría una inacabada polémica.

## Primeros años: entre Italia y el Río de la Plata
Olivieri nació en un pueblo de los Abruzos italianos, región perteneciente entonces al Reino de Nápoles, en el seno de una familia noble y liberal. Era el tercero de cinco varones.
Cuando en enero de 1848 tuvieron noticia que el rey Fernando II de las Dos Sicilias había anunciado conceder una constitución, junto a su hermano Fileno desertaron como alumnos internos del colegio de Chieti para unirse a la insurrección general en contra de su rey. Estallada la insurrección milanesa, se enrolaron en el cuerpo de 200 voluntarios que se embarcaron el 29 de marzo de 1848 hacia los campos lombardos.
Luego de luchar en Milán y de participar en la columna de voluntarios organizada por Luciano Manara en la expedición del Trentino, fueron a defender a Venecia. Más tarde Silvino combatió al mando del marqués Prati, siendo promovido a teniente. Tras la derrota y el armisticio del general Salasco, se refugió en Sicilia, emigrando luego a Francia. Al pasar a Londres conoció a Giuseppe Mazzini.
Olivieri y Mazzini poseían una causa internacionalista común: ambos eran carbonarios. Al menos efectivamente lo era Silvino Olivieri, mientras que Mazzini había reelaborado su experiencia carbonaria fundando su asociación "La Joven Italia". Parece evidente que Olivieri mantuvo con Mazzini diálogos que lo llevaron a adherir plenamente a la propuesta política de este.[cita requerida]
Fileno Olivieri se reunió con Silvino en Londres, recién en 1851. Ambos hermanos partieron hacia América del Sur  bajo el ejemplo de José Garibaldi, que había vivido y luchado muchos años en esas latitudes, con directivas precisas de Mazzini para impulsar "La Joven Italia". 
Desembarcaron en Montevideo, donde se enroló en la defensa de la ciudad contra el sitio de Oribe. Pocos meses después, este fue levantado por Justo José de Urquiza; entonces, Olivieri se enroló en las tropas italianas del Ejército Grande, con el que participó en la batalla de Caseros.

## Comandante de la Legión Italiana de Buenos Aires
El 1 de diciembre de 1852 se produjo un gran movimiento popular en la campaña contra el gobernador Valentín Alsina acaudillado por el general Hilario Lagos, quien se proponía unir a los habitantes de Buenos Aires con miras a lograr una solución nacional y el acatamiento al congreso de Santa Fe, convocado por el general Urquiza. Habiéndose propuesto y admitido un armisticio, se estipularon las condiciones para la paz. Las exigencias de Lagos –la renovación de los representantes, la elección de nuevo gobernador, el envío de diputados al Congreso de Santa Fe y el reconocimiento de sus grados a los militares sublevados– fueron rechazadas por la Sala de Representantes porteña.
La metrópoli se preparó para resistir; la Sala de Representantes autorizó al ejecutivo a hacer uso del tesoro público, y el gobernador convocó a los ciudadanos nativos y extranjeros a portar armas en salvaguarda de sus vidas y para defender al gobierno. La ciudad fue convertida en un bastión inexpugnable, siendo sitiada por tierra y bloqueada por mar por fuerzas confederadas. Los extranjeros de todas las nacionalidades optaron por tomar las armas[cita requerida] De ahí la decisión de reunirse por colectividades, organizando legiones.
Según José Luis Bustamante, de todas las legiones integradas por extranjeros, la más brillante y combativa fue la Legión Italiana. Para su organización y conducción fue designado el coronel Silvino Olivieri, quien tuvo que vencer grandes contrariedades para organizarla, entre ellos las maniobras de algunos agentes extranjeros, las intrigas personales y las dificultades naturales de la situación. No obstante, su férrea voluntad e irrevocable decisión de combatir por lo que consideraba la causa de la civilización y la libertad prevalecieron y logró organizar una fuerza eficaz y combativa.[cita requerida]
Los oficiales nombrados por el gobierno, previa propuesta de Olivieri, obtendrían una gratificación de 1000 pesos, y mensualmente una dieta de 20 pesos diarios un segundo teniente, 25 pesos un teniente primero, y 30 pesos un capitán; los oficiales y soldados tendrían derecho a un vestuario militar completo. La legión estaba compuesta por regimientos de infantería, artillería y caballería.
En cuanto al número de "enganchados" (contratados), en diciembre de 1852 había unos 70 legionarios. A fines de enero de 1853 ya había 193 legionarios, y 341 a principios de marzo. También se sabe que en el combate del 30 de mayo de 1853 –que le valió a la legión el título de Valiente– lucharon unos 206 legionarios, por lo que el número de legionarios debió haber fluctuado entre los 200 y 300 aproximadamente.
Una cuestión siempre preocupante para Olivieri durante todo su desempeño como comandante de la legión fue la disciplina, que había aprendido a mantener férreamente en Italia, y que juzgaba esencial como carta de triunfo militar. El coronel y muchos de sus oficiales estaban evidentemente influidos por su formación militar italiana, mucho más rígida que la prevaleciente en el Río de la Plata en cuanto a la disciplina y la obediencia debida a los superiores inmediatos, el valor en el combate, el honor militar y el heroísmo.

## Legión Valiente

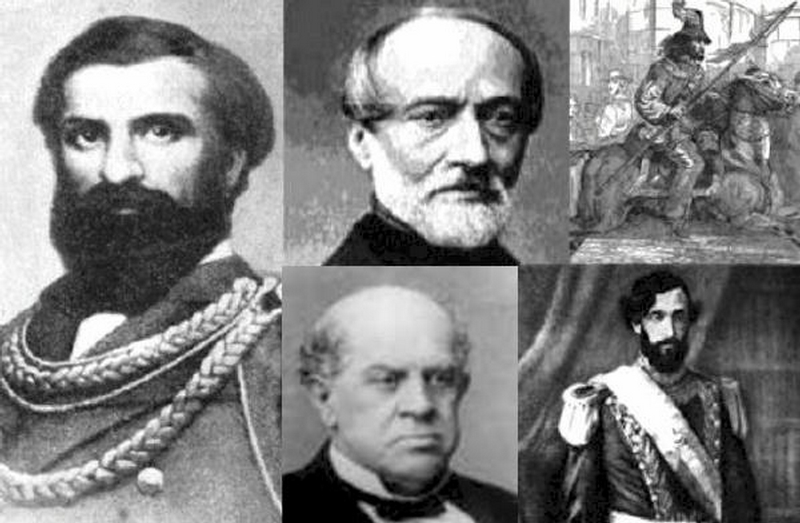
Cuatro políticos y militares liberales: Silvino Olivieri, José Mazzini, Domingo Faustino Sarmiento y Bartolomé Mitre.

En cuanto a la participación que le cupo a la legión italiana en los combates habidos durante el sitio de Buenos Aires, es destacable que fue aumentando su lucimiento a lo largo de los enfrentamientos bélicos.
Al poco tiempo se produciría la acción de armas que coronó la brillante trayectoria de lucha y coraje que demostraron los legionarios: el histórico combate del 30 de mayo de 1853. La cuestión motivó el decreto del Departamento de Guerra y Marina, al considerar el Gobierno el valeroso comportamiento y extraordinaria bravura del regimiento 

...en que después de arrollar todos los puestos enemigos que tenía a su frente, ha recorrido triunfante un gran espacio del que ocupa su línea, resistiendo victoriosamente a fuerzas síxtuplas...

Se acordó a la Legión Italiana al mando del coronel Silvino Olivieri el título de "Valiente", con el cual se le designaría siempre que se la nombrara en actos oficiales. Concedía también como distintivo a todos los legionarios participantes en esa batalla un cordón que pendería del hombro izquierdo y después de rodear el brazo del mismo lado caería sobre el pecho hasta enlazarse en los ojales y botones de la casaca. 
El 13 de julio de 1853 culminó el sitio de la ciudad-estado de Buenos Aires. El ministro de Guerra y Marina, general José María Paz, y el gobernador Pastor Obligado decretaron que los batallones participantes llevarían en sus pendones la inscripción en letras de oro: 

Combatió con gloria en defensa de Buenos Aires.

A mediados de julio de ese año, Olivieri se dirigió a sus superiores exponiendo que, no hallándose ya el país en la crítica situación en la que gustosamente aceptó luchar para el Estado de Buenos Aires, rogaba se le concediera un permiso ilimitado para retirarse a Europa por algún tiempo, con la promesa de que si, en alguna nueva ocasión pudiera ser de utilidad, estaría siempre dispuesto a derramar hasta la última gota de su sangre.

## La Colonia Nueva Roma
Olivieri viajó a Italia, dirigiéndose a Chieti, desde donde pasó a Roma, donde debía proseguir su labor conspirativa en favor de los nacionalistas, pero fue encarcelado y condenado a dieciocho años de prisión bajo graves cargos. El gobierno del Estado de Buenos Aires, tras varias gestiones, logró que después de menos de un año fuese liberado, bajo la condición de exiliarse nuevamente en América del Sur. Por eso, en octubre de 1855, Silvino Olivieri desembarcaba por segunda vez en Buenos Aires, siendo acogido triunfalmente por la población. 
Gracias a la iniciativa del coronel Bartolomé Mitre, se decidió a apoyar las fuerzas del centro de la línea de frontera acantonadas en Azul con un movimiento ofensivo sobre el flanco derecho de las tribus indígenas, tomando como base de operaciones a Bahía Blanca. Aquel punto estaba abandonado, siendo que flanqueaba las principales posiciones indígenas en Salinas Grandes y Leubucó, desde una distancia relativamente corta para la época. Los indios se verían obligados a dividir sus fuerzas, frente a una amenaza permanente asentada en ese punto. 
De allí surgiría la colonia agrícola militar de Nueva Roma, forma experimental en cuanto a una nueva forma de asentamiento poblacional y a su estratégica ubicación en proximidades a Bahía Blanca.
Comunicada por el gobierno porteño al coronel Silvino Olivieri la comisión de organizar la colonia agrícola militar en noviembre de 1855, sus principales disposiciones establecían que tenía la facultad de reunir hasta el número de 600 hombres aptos para el servicio de las armas, los que serían enganchados por tres años bajo iguales condiciones que las demás tropas de línea del Estado, divididas sus fuerzas en artillería, infantería y caballería. 
El pasaje hasta Bahía Blanca para la tropa y su familia sería por cuenta del gobierno, pero una vez allí no tendría obligación alguna respecto a su manutención. El gobierno cedería a la empresa de colonización, por cada individuo o familia una suerte de estancia o de chacra, con un solar en el pueblo de la colonia. Los legionarios estarían sujetos a la más estricta disciplina y rigor militar.
Debido a la importancia del proyecto, se nombró una comisión protectora de la colonia, con el objeto de trabajar para su fomento y desarrollo. El apoyo que recibió de la opinión pública fue tal, que a mediados de diciembre de 1855 ya había recolectado una suma importante de dinero, planeando entregar al coronel Olivieri numerosos donativos.
El 24 de enero la expedición partía rumbo a Bahía Blanca. A su arribo, acaecieron algunos sucesos que parecen haber colaborado al fatal resultado final: primero varó uno de los bergantines que los transportaba, perdiéndose la mayor parte de los equipajes, herramientas y simientes de los legionarios. Luego se vieron afectados por una epidemia que habría sido producida por ingestión de frutas verdes de la región, bañadas en abundante alcohol, aunque en otras versiones habría sido el cólera. Sin embargo, la legión sufrió pocas bajas en su elenco.
Todos los legionarios, sin distinciones, estaban sujetos a las ordenanzas militares. Ningún oficial de mayor rango podría exigirles ningún servicio personal, pero debían observar el más estricto respeto hacia sus superiores, bajo pena de insubordinación y de ser castigados militarmente. Tenían obligación de arreglar una calle para rodado desde el poblado hasta el nuevo muelle, construir una casa para depósito de efectos, un cuartel, y levantar dos baterías en los puntos más adecuados del lugar.
Viéndose obligados a invernar en Bahía Blanca, puede referirse que el coronel Olivieri no olvidaba que los objetivos principales de su misión eran hacer la guerra a los indios y fomentar la agricultura. Una parte importante del esfuerzo de los legionarios fue invertido en la investigación del terreno para decidir el lugar definitivo para instalar la nueva colonia.
En julio fue elegido un sitio situado a unas 10 leguas de Bahía Blanca llamado "Cuelis" por los indios, el cual desde dos colinas –bautizadas en recuerdo de las colinas de Roma como Monte Appio y Monte Pincio– sobre cuyas faldas corría el río Sauce Chico, veía extenderse una vasta llanura. Había montes de piedra calcárea adecuada para la construcción de casas, siendo abundante también la leña para combustión, aunque faltaba madera utilizable en la construcción. Los terrenos circundantes eran aptos para cualquier tipo de pastoreo, especialmente vacas y caballos, y existían muchas especies comestibles de caza. También eran adecuados para la agricultura.
Pronto las labores de la nueva fundación comenzaron a perfilarse. Las primeras instalaciones fueron las defensivas, y las de abrigo y protección. Se levantó un corral de pircas para encerrar caballada y hacienda, se preparó una explanada para instalar dos baterías de artillería, se echaron los cimientos del fuerte y de varios edificios, y se construyeron ranchos endebles.
Los informes publicados en el periódico La Legione Agricola, vocero de la legión, en esos días pintaban un panorama venturoso donde resaltaba el vigor del trabajo y el buen humor de los legionarios empeñados en la empresa soñada. Se estimulaban unos a otros con el ejemplo, sin faltar quien alabara los méritos del coronel Olivieri por su inteligente dirección, la que unida a la energía del conjunto estaba produciendo un fruto auspicioso.

## El motín de los legionarios
Algunos actos individuales de insubordinación parecen haber constreñido al coronel a dar muestras de energía para evitar que la disciplina de la legión se resintiera. El problema habría comenzado con la deserción de algunos legionarios, cuatro de los cuales habrían llegado hasta Azul, presentándose a las autoridades. Para evitar que otros renegados pudieran confundirse fácilmente con los indios, cosa que sucedía a menudo, Olivieri ordenó cortarse el cabello y la barba a todos sus soldados.
Ante la ola de críticas y protestas, el coronel reaccionó aumentando la severidad de la disciplina sobre militares y civiles, y arrestando a varios oficiales. Las medidas habrían sido muy rigurosas, pues según un documento el planteo de Olivieri habría sido extremo, al postular el fusilamiento como única pena para cualquier falta importante. Como resultado de esas medidas, algunos oficiales consideraron oportuno retirarse, dejando el puesto a otros que se adaptaran mejor a lo que consideraron exceso de rigor de parte de su comandante.
Más adelante, se encuentra el parte del comandante Juan Susviela afirmando no haber podido dar cumplimiento al decreto del 29 de julio de 1856, por el cual debía seguir la sumaria sobre los hechos denunciados por Olivieri contra el mayor Santiago Calzadilla, culpándolo por el estado de exaltación de la Legión Agrícola. Calzadilla y otros fueron remitidos engrillados por mar hacia Buenos Aires.
En septiembre, en apariencia decidió ejecutar soldados, para lo cual viajó a Bahía Blanca a buscar al capellán de la legión, para que les prestase auxilios espirituales antes de la ejecución. Toda esa situación estalló la noche del 29 de septiembre de 1856 en un motín de un sector de los legionarios contra su jefe debido a una supuesta condena a muerte recaída sobre dos legionarios, quien –a pesar de resistir valientemente el asedio a su rancho– fue ultimado junto a sus dos asistentes y el capellán de Bahía Blanca, José Cassani, que se encontraba accidentalmente en su compañía.
El 19 de octubre de 1856 fue nombrada en Buenos Aires una comisión interventora, integrada por los tenientes coroneles Ignacio Rivas, José Murature y Juan Susviela, quienes tenían como objetivo dominar el estado en que se encontraba la Legión Agrícola Militar.
Deberían procurar que el pensamiento de la colonia no se abandonara, haciendo entender a los legionarios que el gobierno cumpliría todos sus compromisos; explorarían la opinión de la Legión a fin de ver cuál era el oficial que reunía sus simpatías y el más capaz de continuar con el espíritu de la colonia. Deberían hacer las más prolijas investigaciones para descubrir los autores del motín y someterlos a un Consejo de Guerra verbal; igualmente quedaban facultados para separar todos los elementos indeseables de la Legión.
Un mes después, la comisión determinaba que la Legión continuaría con algunas modificaciones en el primer contrato elevado por Olivieri. En principio, la legión se denominaría solo Legión Agrícola, ocupándose del servicio militar los días de fiesta o en caso de alarma, quedando el resto de la semana apta para trabajar, haciendo guardias por precaución.
Al Capitán Administrativo Felipe Caronti, íntimo amigo y uno de los más fieles defensores de Olivieri, le fue ofrecido el puesto de comandante efectivo de la legión, honor que este rechazó al considerar que los hombres que la integraban estaban mejor preparados para el combate que para empuñar el arado. Luego se retiró a Bahía Blanca, acompañado por aquellos que quisieran efectivamente cultivar la tierra.
A partir de allí, la legión fue solo Legión Militar, siendo nombrado el 28 de noviembre de 1856 el teniente coronel de Infantería de Línea Antonio Susini como su comandante.

## Juicio y posterior castigo
La indagación posterior sobre responsabilidades llegaría a la conclusión de que la Legión estaba sujeta a fuertes disensiones internas, debido a la presencia de agitadores que centraban sus diferencias en las acusaciones de malos tratos y dolo lanzadas contra su jefe, sus hermanos Fileno y Miguel, y otros oficiales, aunque las mismas no fueron comprobadas apropiadamente. 
Juan Susviela, comandante del Fuerte Argentino de Bahía Blanca, debió soportar nuevos intentos de amotinamiento de los legionarios –con grave riesgo para su vida y la de su tropa–, aunque los principales responsables del primer motín habían huido.
Recapturados más tarde, fueron sujetos a un consejo de guerra de oficiales: en marzo de 1857 eran 26 los legionarios presos en la cárcel pública, acusados de ser cómplices en el asesinato de Olivieri. La causa había pasado a manos del Fiscal Permanente, teniente coronel Nicasio Biedma.
En ese mismo año, el coronel Bartolomé Mitre, ministro de Guerra y Marina, fue informado de que en la cárcel pública se notaba un estado de exaltación extraordinario, en especial entre los 26 legionarios que estaban presos por el asesinato de Olivieri. Mitre ordenó que se reforzara la guardia y se sacaran los diez legionarios más insubordinados, dividiéndolos entre los dos buques de la escuadra.
Tras tomar declaraciones a numerosos testigos, el Consejo de Guerra dictó sentencia el 22 de abril de 1858, condenando a los dos principales acusados –que permanecían prófugos– a ser pasados por las armas de frente a las banderas y sus cuerpos suspendidos de la horca como homicidas desleales. A otro, a diez años de prisión; otros seis a cuatro años de prisión; otros dos a tres años de prisión; otros dos a dos años de prisión; y los dos últimos, a dos años de mayor servicio.